# إميلي كوندون
إميلي كوندون (بالإنجليزية: Emily Condon)‏ هي لاعبة كرة قدم أسترالية، ولدت في 1 سبتمبر 1998 في ميناء بورت بيري في أستراليا. لعبت مع Adelaide United FC (women) ‏.